# Karnozin
Karnozin (beta-alanil--histidin) je dipeptid sastavljen od dve aminokiseline: beta-alanina i histidina. U velikim koncentracijama ga ima u mišićima i moždanom tkivu.
Karnozin i karnitin je otkrio ruski biohemičar Vladimir Sergejević Gulević. Istraživači u Britaniji, Južnoj Koreji, Rusiji i drugim zemljama su dokazali da karnozin ima brojne blagotvorne antioksidativne osobine. Dokazano je da karnozin izbacuje reaktivne vrste kiseonik a (ROS) kao i alfa-beta nezasićene aldehide, nastale peroksidacijom masnih kiselina ćelijskih membrana tokom oksidativnog stresa. 
Karnozin može da se suprotstavi glikaciji, takođe je sposoban da helira dvovalentne jone metala. Pretpostavka je da hronična glikoliza ubrzava starenje. Otkriveno je da karnozin inhibira dijabetičnu nefropatiju štiteći podocite i mezangijalne ćelije.
Proizvodi koji sadrže karnozin se koriste i u preparatima za smanjivanje bora na koži.
Neka istraživanja su otkrila blagotvorne efekte N-acetilkarnozina u prevenciji i lečenju katarakte očiju; jedno istraživanje je otkrilo da karnozin smanjuje maglovitost sočiva oka pacova koji su bili izloženi gvanidinu radi izazivanja katarakte.< Međutim, iako pozitivni rezultati postoje, tvrdnje da karnozin izaziva ove i druge oftalmološke koristi su, za sada, nedovoljno podržane (od strane zvanične farmaceutske industrije) da bi bili odobreni od strane matičnih medicinskih zajednica.
Studija iz 2001. godine utvrdila je da karnozin poboljšava socijalizaciju i receptivni rečnik dece sa autizmom. U životinjskim modelima, suplementirani karnozin može da poveća nivoe kortikosterona, koji može da objasni hiperaktivnost ispoljenu kod većih doza. Međutim, gore navedena studija koristila je karnozin ubrizgavan u piliće intracerebroventrikularno, dok kod ljudi još uvek nije primećen povećan nivo kortikosterona.
Kod životinjskih modela utvrđeno je da karnozin usporava rast raka i štiti od oksidativnog stresa izazvanog alkoholom, kao i hronična oštećenja jetre uzrokovana etanolom. Karnozin je takođe neuro zaštitnik protiv trajne cerebralne ishemije kod miševa.
Karnozin može da poveća Hejflik limit kod ljudskih fibroblasta, a čini se i da smanjuje stopu skraćivanja telomera. Karnozin se takođe smatra zaštitnikom protiv starenja.
Pošto se prefiks karno- odnosi na meso (izvor pomenut gore) za tipične vegetarijanske dijete se smatra da im nedostaje karnozina.
Kliničko ispitivanje profesora Vanga i dr. pod nazivom „Upotreba karnozina kao prirodnog leka protiv starenja ljudi“ sprovedena je na 96 pacijenata sa raznličitim stepenima katarakte, i pokazala je 80% uspešnosti kod uznapredovalih katarakti, i 100% kod pacijenata sa blagim do umerenim kataraktama, tokom 6 meseci probnog perioda.
Karnozinemija, ili nedostatak karnozina ili nedostatak aminoacil-histidin dipeptida, je redak autozomno- recesivan metabolički poremećaj, koji izaziva nedostatak karnozinaze, vrste dipeptidaze (enzima koji deli dipeptide u njihova dva aminokiselniska konstituenta). Ovaj poremećaj dovodi do povećanja karnozina u urinu, likvoru, krvi i nervnom sistemu. Neurološki poremećaji povezani sa nedostatkom karnozina, i rezultujućom karnozinemijom („karnozin u krvi”) su česti.

## Literatura
-{
- Abe H. Role of Histidine-Related Compounds as Intracellular Proton Buffering Constituents in Vertebrate Muscle. Biochemistry (Mosc) 2000;65:7
- Aime S, Digilio G, Bruno E, et al. Modulation of the antioxidant activity of HO
- Aime, S.; Digilio, G.; Bruno, E.; Mainero, V.; Baroni, S.; Fasano, M. (2003). „Modulation of the antioxidant activity of HO* scavengers by albumin binding: A 19F-NMR study”. Biochem Biophys Res Commun. 307 (4): 962—6. PMID 12878205. doi:10.1016/S0006-291X(03)01307-X.
- Aldini, G.; Orioli, M.; Carini, M.; Maffei Facino, R. (децембар 2004). „Profiling histidine-containing dipeptides in rat tissues by liquid chromatography/Electrospray ionization tandem mass spectrometry”. J Mass Spectrom. 39 (12): 1417—28. Bibcode:2004JMSp...39.1417A. PMID 15578740. doi:10.1002/jms.696. hdl:2434/12362.
- An J, Stadnicka A, Kwok WM, Bosnjak ZJ (2004). „Contribution of reactive oxygen species to isoflurane-induced sensitization of cardiac sarcolemmal adenosine triphosphate-sensitive potassium channel to pinacidil”. Anesthesiology. 100 (3): 575—80. PMID 15108971. doi:10.1097/00000542-200403000-00017.
- Argirova, M.; Argirov, O. (2003). „Related Articles,Links Inhibition of ascorbic acid-induced modifications in lens proteins by peptides”. J Pept Sci. 9 (3): 170—6. PMID 12675499. doi:10.1002/psc.451.
- Aerts L, Van Assche FA (2001). „Low taurine, gamma-aminobutyric acid and carnosine levels in plasma of diabetic pregnant rats: consequences for the offspring”. J Perinat Med. 29 (1): 81—4. PMID 11234622. doi:10.1515/JPM.2001.012.
- Alaghband-Zadeh, J.; Mehdizadeh, S.; Khan, N. S.; O'Farrell, A.; Bitensky, L.; Chayen, J. (2001). „The natural substrate for nitric oxide synthase activity”. Cell Biochem Funct. 19 (4): 277—80. PMID 11746209. doi:10.1002/cbf.930.
- Aldini, G.; Carini, M.; Beretta, G.;  . (2002a). „Carnosine is a quencher of 4-hydroxy-nonenal: through what mechanism of reaction?”. Biochem Biophys Res Commun. 298 (5): 699—706.
- Aldini, G.; Granata, P.; Carini, M. (2002b). „Detoxification of cytotoxic alpha,beta-unsaturated aldehydes by carnosine: characterization of conjugated adducts by electrospray ionization tandem mass spectrometry and detection by liquid chromatography/mass spectrometry in rat skeletal muscle”. J Mass Spectrom. 37 (12): 1219—28.
- Antipov AD, Tiurin VA, Avrova NF;  . (1989b). „[Protection  of the monoamine oxidase in brain synaptosomes by fat- and water-soluble antioxidants during lipid peroxidation]”. Biull Eksp Biol Med. 107 (2): 169—71.
- Arakawa, T.; Satoh, H.; Nakamura, A.;  . (1990). „Effects of zinc L-carnosine on gastric mucosal and cell damage caused by ethanol in rats. Correlation with endogenous prostaglandin E2”. Dig Dis Sci. 35 (5): 559—66. PMID 2331952. doi:10.1007/BF01540402.
- Babizhayev MA;  . (2002). „Efficacy of N-acetylcarnosine in the treatment of cataracts”. Drugs R&D. 3 (2): 87—103. PMID 12001824. doi:10.2165/00126839-200203020-00004.
- Babizhayev, M. A.;  . (2001). „N-Acetylcarnosine, a natural histidine-containing dipeptide, as a potent ophthalmic drug in treatment of human cataracts”. Peptides (An International Journal). 22 (6): 979—994. (USA).
- Babizhayev MA, Yermakova VN, Deyev AI and Seguin M-C. Imidazole-containing peptidomimetic NACA as a potent drug for the medicinal treatment of age-related cataract in humans. J Anti-Aging Mecicine 2000; 3, 43-62.
- Babizhayev MA, Yermakova VN, Semiletov Yu A and Deyev AI The natural histidinecontaining dipeptide N-acetylcarnosine as an antioxidant for ophthalmic use. Biochemistry (Moscow). 2000;65, 588-598.
- Babizhayev MA, Yermakova VN, Sakina NL, Evstigneeva RP, Rozhkova EA and Zheltukhina GA N-Acetylcarnosine is a prodrug of L-carnosine in ophthalmic application as antioxidant. Clin Chim Acta 1996;254, 1-21.
- Babizhayev MA, Bozzo Costa E. Composizioni farmaceutiche contenenti N-acetilcarnosina per il trattamento della cataratta. A61K gruppo 37/00 cap 20122 MI 15.10.1993. Italian Patent.
- Babizhayev MA, Bozzo Costa E. Pharmaceutical compositions containing NAcetylcarnosine for the treatment of cataract. European Patent PCT/EP 94/03340 10.10.1994 Ref. SCB 238 PCT.
- Babizhayev MA, Seguin M-C, Gueyene J, Evstigneeva RP, Ageyeva EA and Zheltukhina GA. L-Carnosine (beta-alanyl-L-histidine) and carcinine (beta-alanylhistamine) act as natural antioxidants with hydroxylradical-scavenging and lipid peroxidase activities. Biochem J 1994;304,509-516.
- Babizhayev MA. Antioxidant activity of L-carnosine, a natural histidine-containing dipeptide in crystalline lens. Biochim Biophys Acta 1989;1004,363-371.
- Babizhayev MA and Deyev AI. Lens opacity induced by lipid peroxidation products as a model of cataract associated with retinal disease. Biochim Biophys Acta 1989;1004, 124-133.
- Babizhayev MA and Deyev AI. Free radical oxidation of lipid and thiol groups in genesis of cataract. Biophysics (Biofizika) 1986;31, 119-125, Pergamon Journals Ltd.
- Babizhayev MA, Deyev AI and Linberg LF Lipid peroxidation as a possible cause of cataract. Mech Ageing Dev 1988;44, 69-89.
- Bharadwaj LA, Davies GF, Xavier IJ, Ovsenek N (2002). „L-carnosine and verapamil inhibit hypoxia-induced expression of hypoxia inducible factor (HIF-1 alpha) in H9c2 cardiomyoblasts”. Pharmacol Res. 45 (3): 175—181. PMID 11884212. doi:10.1006/phrs.2001.0911.
- Baran EJ (2000). „Metal  complexes of carnosine”. Biochemistry (Mosc). 65 (7): 789—97.
- Baslow MH. Function of the N-acetyl-L-histidine system in the vertebrate eye. Evidence in support of a role as a molecular water pump. J Mol Neurosci, 1998, 10(3), 193-208.
- Baslow, M. H.; Suckow, R. F.; Berg, M. J.;  . (2001). „Differential expression of carnosine, homocarnosine and N-acetyl-L-histidine hydrolytic activities in cultured rat macroglial cells”. J Mol Neurosci. 17 (3): 351—9. PMID 11859931. doi:10.1385/JMN:17:3:351.
- Bayer AU, Keller ON, Ferrari F, Maag KP (2002). „Association of glaucoma with neurodegenerative diseases with apoptotic cell death: Alzheimer's disease and Parkinson's disease”. Am J Ophthalmol. 133 (1): 135—7. PMID 11755850. doi:10.1016/S0002-9394(01)01196-5.
- Baynes JW, Thorpe SR. Role of oxidative stress in diabetic complications: a ne w perspective on an old paradigm. Diabetes 1999;48 (1) 1-9,
- Boldyrev AA. Problems and Perspectives in Studying the Biological Role of Carnosine. Biochemistry (Mosc) 2000;65:7
- Boldyrev A (2001). „Carnosine as a modulator of endogenous Zn(2+) effects”. Trends Pharmacol Sci. 22 (3): 112—3. PMID 11239569. doi:10.1016/S0165-6147(00)01648-5.
- Boldyrev, A.; Abe, H. (1999). „Metabolic transformation of neuropeptide carnosine modifies its biological activity”. Cell Mol Neurobiol. 19 (1): 163—75. PMC 11545668 . PMID 10079975. doi:10.1023/A:1006933028389.. Review.
- Boldyrev AA, Gallant SC, Suhkich GT. Carnosine, the protective, anti-aging peptide. Biosci Rep, 1999, 19(6), 581-7.
- Boldyrev, A.; Bulygina, E.; Leinsoo, T.;  . (2004). „Protection of neuronal cells against reactive oxygen species by carnosine and related compounds”. Comp Biochem Physiol B Biochem Mol Biol. 137 (1): 81—8. PMID 14698913. doi:10.1016/j.cbpc.2003.10.008.
- Boldyrev, A. A.; Johnson, P.; Wei, Y.;  . (1999). „Carnosine and taurine protect rat cerebellar granular cells from free radical damage”. Neurosci Lett. 263.(2-3):169-72. 32 33
- Boldyrev, A. A.; Yuneva, M. O.; Sorokina, E. V.;  . (2001). „Antioxidant systems in tissues of senescence accelerated mice”. Biochemistry (Mosc). 66 (10): 1157—63.
- Boldyrev AA, Dupin AM, Bunin AYa, Babizhayev MA and Severin SE. The antioxidative properties of carnosine, a natural histidine containing dipeptide.Biochem Intern 15/6, 1987;1105-1113.
- Boldyrev A, Koudinov A, Berezov T, Carpenter DO (2004). „Amyloid-beta induced cell death is independent of free radicals”. J Alzheimers Dis. 6 (6): 633—8. PMID 15665403. doi:10.3233/JAD-2004-6607.
- Bonfanti, L.; Peretto, P.; De Marchis, S.; Fasolo, A. (новембар 1999). „Carnosine-related dipeptides in the mammalian brain”. Prog Neurobiol. 59 (4): 333—53. PMID 10501633. doi:10.1016/S0301-0082(99)00010-6. hdl:2318/22394.. Review.
- Bringold, F.; Serrano, M. (2000). „Tumor suppressors and oncogenes in cellular senescence”. Exp Gerontol. 35 (3): 317—29. PMID 10832053. doi:10.1016/S0531-5565(00)00083-8.
- Brownson, C.; Hipkiss, A. R. (2000). „Carnosine reacts with a glycated protein”. Free Radic Biol Med. 28 (10): 1564—70. PMID 10927182. doi:10.1016/S0891-5849(00)00270-7.
- Burcham, P. C.; Kuhan, Y. T. (1997). „Diminished susceptibility to proteolysis after protein modification by the lipid peroxidation product malondialdehyde: inhibitory role for crosslinked and noncrosslinked adducted proteins”. Arch Biochem Biophys. 340 (2): 331—7. PMID 9143338. doi:10.1006/abbi.1997.9903.
- Burcham, P. C.; Fontaine, F. (2001). „Extensive protein carbonylation precedes acrolein-mediated cell death in mouse hepatocytes”. J Biochem Mol Toxicol. 15 (6): 309—16. PMID 11835630. doi:10.1002/jbt.10007.
- Burcham, P. C.; Kerr, P. G.; Fontaine, F. (2000). „The antihypertensive hydralazine is an efficient scavenger of acrolein”. Redox Rep. 5 (1): 47—9. PMID 10905545. doi:10.1179/rer.2000.5.1.47.
- Burcham, P. C.; Kaminskas, L. M.; Fontaine, F. R.;  . (2002). „Aldehyde-sequestering drugs: tools for studying protein damage by lipid peroxidation products”. Toxicology. 181.-182:229-36.
- Campisi J (1997). „Aging and cancer: the double-edged sword of replicative senescence”. J Am Geriatr Soc. 45 (4): 482—8. PMID 9100719. doi:10.1111/j.1532-5415.1997.tb05175.x.
- Campisi J (1998). „The role of cellular senescence in skin aging”. J Investig Dermatol Symp Proc. 3 (1): 1—5. PMID 9732048.
- Campisi J (2000). „Cancer, aging and cellular senescence”. In Vivo. 14 (1): 183—8.
- Campisi, J.; Leem, T. H.; Fleshner, M. „Acute stress decreases inflammation at the site of infection”. A role for nitric oxide.. Physiol Behav. 2002;77(2-3):291-9.
- Carlsen, C. U.; Kröger-Ohlsen, M.; Lund, M. N.; Lund-Nielsen, T.; Rønn, B.; Skibsted, L. H. (2002). „Antioxidant properties of carnosine reevaluated in a ferrylmyoglobin model system and in cooked pork patties”. J Agric Food Chem. 50 (24): 7164—8. Bibcode:2002JAFC...50.7164C. PMID 12428977. doi:10.1021/jf020671b.
- Chace, K. V.; Carubelli, R.; Nordquist, R. E. (1991). „The role of nonenzymatic glycosylation, transition metals, and free radicals in the formation of collagen aggregates”. Arch Biochem Biophys. 288 (2): 473—80. PMID 1898043. doi:10.1016/0003-9861(91)90223-6.
- Checler F, da Costa CA, Ancolio K;  . „Role of the proteasome in Alzheimer‘s disease” (1): 133—8.
- Chen, Y.; Ho, C. T. (2002). „Effects of carnosine on volatile generation from Maillard reaction of ribose and cysteine”. J Agric Food Chem. 50 (8): 2372—6. Bibcode:2002JAFC...50.2372C. PMID 11929299. doi:10.1021/jf011244l.
- Chez, M. G.; Buchanan, C. P.; Aimonovitch, M. C.; Becker, M.; Schaefer, K.; Black, C.; Komen, J. (новембар 2002). „Double-blind, placebo-controlled study of L-carnosine supplementation in children with autistic spectrum disorders”. J Child Neurol. 17 (11): 833—7. PMID 12585724. doi:10.1177/08830738020170111501.
- Ciechanover, A.; Schwartz, A. L. (2002). „Ubiquitin-mediated degradation of cellular proteins in health and disease”. Hepatology. 35 (1): 3—6. PMID 11786953. doi:10.1053/jhep.2002.30316.. Review.
- Cho, C. H.; Ogle, C. W. (1978). „A correlative study of the antiulcer effects of zinc sulphate in stressed rats”. Eur J Pharmacol. 48 (1): 97—105. PMID 639846. doi:10.1016/0014-2999(78)90047-X.
- Coddou C, Morales B, Huidobro-Toro JP. Neuromodulator role of zinc and copper during prolonged ATP applications to P2X4 purinoceptors. Eur J Pharmacol. 2003;472(1-2):49-56.
- Damon BM, Hsu AC, Stark HJ, Dawson MJ (2003). „The carnosine C-2 proton's chemical shift reports intracellular pH in oxidative and glycolytic muscle fibers”. Magn Reson Med. 49 (2): 233—40. PMID 12541242. doi:10.1002/mrm.10384.
- Decker EA, Livisay SA, Zhou S. Re-evaluation of the Antioxidant Activity of Purified Carnosine. Review. Biochemistry (Mosc) 2000;65:7
- Decker EA, Ivanov V, Zhu BZ, Frei B (2001). „Inhibition of low-density lipoprotein oxidation by carnosine histidine”. J Agric Food Chem. 49 (1): 511—6. Bibcode:2001JAFC...49..511D. PMID 11305256. doi:10.1021/jf0010533.
- Dimri, G. P.; Lee, X.; Basile, G.;  . (1995). „A biomarker that identifies senescent human cells in culture and in aging skin in vivo”. Proc Natl Acad Sci USA. 92 (20): 9363—7. Bibcode:1995PNAS...92.9363D. PMC 40985 . PMID 7568133. doi:10.1073/pnas.92.20.9363 .
- Dukic-Stefanovic, S.; Schinzel, R.; Riederer, P.; Münch, G. (2001). „AGES in brain ageing: AGE-inhibitors as neuroprotective and anti-dementia drugs?”. Biogerontology. 2 (1): 19—34. PMID 11708614. doi:10.1023/A:1010052800347.. Review.
- Dunnett, M.; Harris, R. C. (1999). „Influence of oral beta-alanine and L-histidine supplementation on the carnosine content of the gluteus medius”. Equine Vet J Suppl. 30 (30): 499—504. PMID 10659307. doi:10.1111/j.2042-3306.1999.tb05273.x.
- Dunnett M, Harris RC, Dunnett CE, Harris PA. Plasma carnosine concentration: diurnal variation and effects of age, exercise and muscle damage. Equine Vet J Suppl. 2002;(34): 283-7.
- Dupin, A. M.; Stvolinskiĭ, S. L. (1986). „Changes in carnosine levels in muscles working in different regimens of stimulation”. Biokhimiia. 51 (1): 160—4. PMID 3485447.. Russian.

- Dutka, T. L.; Lamb, G. D. (2004). „Effect of carnosine on excitation-concentration coupling in mechanically-skinned rat skelatl muscle”. Journal of muscle reasearch and cell motiliy. 25: 203—213.
- Dzielska-Olczak M, Graczyk-Wojciechowska J, Pakulska W, Zieba R. Influence of doxorubicin and carnosine on the standard 12-lead electrocardiogram in rabbits. Acta Pol Pharm. 2004;61 Suppl:56-8
- Fedorova, T. N.; Stvolinsky, S. L.; Bagiyeva, G. H.;  . „Neurodegenerative alterations induced by MPTP neurotoxin in senescence accelerated mice essay”. Usp Fiziol Nauk. 36 (2): 94—101. Apr-Jun; . Russian.
- Ferraris R. P., Diamond J., Kwan W. W. Dietary regulation of intestinal transport of the dipeptide carnosine. Am. J. Physiol. 1988;255:G143-G150.
- Fontaine FR, Dunlop RA, Petersen DR, Burcham PC (2002). „Oxidative bioactivation of crotyl alcohol to the toxic endogenous aldehyde crotonaldehyde: association of protein carbonylation with toxicity in mouse hepatocytes”. Chem Res Toxicol. 15 (8): 1051—8.
- Ford, H. L.; Pardee, A. B. (1999). „Cancer and the cell cycle”. J Cell Biochem.; Suppl 32-33:166-72.
- Fujii, Toshihide; Takaoka, Masanori; Tsuruoka, Nobuo; Kiso, Yoshinobu; Tanaka, Takaharu; Matsumura, Yasuo (фебруар 2005). „Retraction：Dietary Supplementation of L-Carnosine Prevents Ischemia/Reperfusion-Induced Renal Injury in Rats”. Biol Pharm Bull. 28 (2): 361—3. PMID 15684500. doi:10.1248/bpb.28.361.
- Gallant, S.; Semyonova, M.; Yuneva, M. (2001). „Carnosine  as a potential anti-senescence drug”. Biochemistry (Mosc). 65 (7): 866—8.
- Gallant, S.; Kukley, M.; Stvolinsky, S.; Bulygina, E.; Boldyrev, A. (јун 2000). „Effect of carnosine on rats under experimental brain ischemia”. Tohoku J Exp Med. 191 (2): 85—99. PMID 10946918. doi:10.1620/tjem.191.85.
- Gamez Navarro HA (2000). „Calcio y enfermedades cardiovascular”. Med Crit Venez. 15: 17—23.
- Gariballa SE, Sinclair, AJ (2000). „Carnosine: physiological properties and therapeutic potential”. Age and Aging. 29: 207—210.
- Grune, T.; Reinheckel, T.; Davies, K. J. (1997). „Degradation of oxidized proteins in mammalian cells”. FASEB J. 11 (7): 526—34.
- Gugliucci A (2003). „A practical method to study functional impairment of proteins by glycation and effects of inhibitors using current coagulation/fibrinolysis reagent kits”. Clin Biochem. 36 (2): 155—8.
- Gulewitch, W.; Amiradgibi, S. (1900). „Ber. Dtsch Chem”. Ges. 33: 1902—1903. 80. Halliwell B.Gutteridge, JMC. (1999) Free Radicals in Biology and Medicine, Oxford University Press, Oxford- N. Y.
- Handa, O.; Yoshida, N.; Tanaka, Y.;  . (2002). „Inhibitory effect of polaprezinc on the inflammatory response to Helicobacter pylori”. Can J Gastroenterol. 16 (11): 785—9.
- Harding, J.; Margolis, F. L. (јул 1976). „Denervation in the primary olfactory pathway of mice. III. Effect on enzymes of carnosine metabolism”. Brain Res. 110 (2): 351—60. PMID 938948. doi:10.1016/0006-8993(76)90407-8.
- Hayflick L (1965). „The limited in vitro lifetime of human diploid cell strains”. Exp Cell Res. 37: 614—36.
- Hayflick, L.; Moorhead, P. S. (1961). „The serial cultivation of human diploid cell strains”. Exp Cell Res. 25: 585—621.
- Hershko A (1997). „Roles of ubiquitin-mediated proteolysis in cell cycle control”. Curr Opin Cell Biol. 9 (6): 788—99.
- Hipkiss AR. Is carnosine a naturally occurring suppressor of oxidative damage in olfactory neurones? Rejuvenetion Research. 2004; Winter 7(4)253-255
- Hipkiss, A. R.; Michaelis, J.; Syrris, P.;  . (1995). „Strategies for the extension of human life span”. Perspect Hum Biol. 1: 59—70. ISBN 978-981-02-2551-3. doi:10.1142/9789812830418_0006.
- Hipkiss, A. R. (2002). „Could carnosine be a naturally-occurring scavenger for acrolein and other reactive aldehydes in the brain?”. Neurobiol Aging. 23 (4): 645—6. PMID 12009514. doi:10.1016/S0197-4580(02)00006-4.
- Hipkiss, A. R.; Brownson, C.; Bertani, M. F.; Ruiz, E.; Ferro, A. (2002). „Reaction of carnosine with aged proteins: Another protective process?”. Ann N Y Acad Sci. 959: 285—94. PMID 11976203. doi:10.1111/j.1749-6632.2002.tb02100.x.. Review.
- Hipkiss, A. R.; Brownson, C. (2000). „A possible new role for the anti-ageing peptide carnosine”. Cell Mol Life Sci. 57 (5): 747—53. PMC 11146856 . PMID 10892341. doi:10.1007/s000180050039.
- Hipkiss, Alan R.; Brownson, Carol (2000 b). „Carnosine reacts with protein carbonyl groups:another possible role for the anti-ageing peptide?”. Biogerontology. 1 (3): 217—23. PMID 11707898. doi:10.1023/A:1010057412184. Проверите вредност парамет(а)ра за датум: |date= (помоћ). Review.
- Hipkiss, A. R.; Brownson, C.; Carrier, M. J. (2001). „Carnosine, the anti-ageing, anti-oxidant dipeptide, may react with protein carbonyl groups”. Mech Ageing Dev. 122 (13): 1431—45. PMID 11470131. doi:10.1016/S0047-6374(01)00272-X.
- Hipkiss AR. Biosynthesis, Release, and Uptake of Carnosine in Primary Cultures. Review. Biochemistry 34 35 (Mosc) 2000 c;65:7
- Hipkiss AR.;  . (1997). „Protective effects of carnosine against MDA-induced toxicity towards cultured rat brain endothelial cells”. Neuroscience Letters. 238 (3): 135—138. PMID 9464638. doi:10.1016/S0304-3940(97)00873-2.. 135-138.
- Hipkiss, A. R.;  . (1998). „Protective effects of carnosine against protein modification mediated by malondialdehyde and hypochlorite”. Bioch Biophys Acta. 1380 (1): 46—54. PMID 9545530. doi:10.1016/S0304-4165(97)00123-2., 1380;46- 54.
- Hirsch, J. D.; Grillo, M.; Margolis, F. L. (1978). „Ligand binding studies in the mouse olfactory bulb: identification and characterization of a L- [3H]carnosine binding site”. Brain Res. 158 (2): 407—22. PMID 213175. doi:10.1016/0006-8993(78)90684-4.
- Holden C (август 2002). „Alternative medicine. NIH trial to test chelation therapy”. Science. 297 (5584): 1109. PMID 12183605. doi:10.1126/science.297.5584.1109a.
- Hollyday R, McFarland GA. A Role for Carnosine in Cellular Maintenance. Review Biochemistry (Mosc) 2000;65:7
- Holliday, R.; McFarland, G. A. (април 1996). „Inhibition of the growth of transformed and neoplastic cells by the dipeptide carnosine”. Br J Cancer. 73 (8): 966—71. PMC 2075811 . PMID 8611433. doi:10.1038/bjc.1996.189.
- Horning, M. S.; Blakemore, L. J.; Trombley, P. Q. (2000). „Endogenous mechanisms of neuroprotection: role of zinc, copper, and carnosine”. Brain Res. 852 (1): 56—61. doi:10.1016/S0006-8993(99)02215-5.
- Liisa Hurmeen Liisa Acetaldehyde-induced changes of hemoglobin and immune response against protein acetaldehyde adducts. Väitöskirja. 1996. Kansanterveyslaitoksen A-sarja.
- Jackson, M. C.; Lenney, J. F. (1996). „The distribution of carnosine and related dipeptides in rat and human tissues”. Inflamm Res. 45 (3): 132—5. PMID 8689392. doi:10.1007/BF02265166.
- Jin M, Otaka M, Watanabe S. [New therapeutic approaches to peptic ulcer using mucosal protective agents] Nippon Rinsho. 2002;60 Suppl 2:377-81. Review.
- Kang JH, Eum WS. Enhanced oxidative damage by the familial amyotrophic lateral sclerosis-associated Cu,Zn- superoxide dismutase mutants. Biochim Biophys Acta. 2000 Dec 15;1524(2-3):162-70.
- Kang, J. H.; Kim, K. S.; Choi, S. Y.;  . (2002). „Carnosine and related dipeptides protect human ceruloplasmin against peroxyl radical-mediated modification”. Mol Cells. 13 (3): 498—502.
- Kang, K. S.; Yun, J. W.; Lee, Y. S. (април 2002). „Protective effect of L-carnosine against 12-O-tetradecanoylphorbol-13-acetate- or hydrogen peroxide-induced apoptosis on v-myc transformed rat liver epithelial cells”. Cancer Lett. 178 (1): 53—62. PMID 11849741. doi:10.1016/S0304-3835(01)00821-7.
- Kang, J. H.; Kim, K. S.; Choi, S. Y.;  . „Protection by carnosine-related dipeptides against hydrogen peroxidemediated ceruloplasmin modification”. Mol Cells. 13 (1): 107—12. a.;
- Kang, J. H.; Kim, K. S. (фебруар 2003). „Enhanced oligomerization of the alpha-synuclein mutant by the Cu,Zn-superoxide dismutase and hydrogen peroxide system”. Mol Cells. 15 (1): 87—93. PMID 12661766. doi:10.1016/S1016-8478(23)13712-5.
- Kashimura, H.; Suzuki, K.; Hassan, M.;  . (1999). „Polaprezinc, a mucosal protective agent, in combination with lansoprazole, amoxycillin and clarithromycin increases the cure rate of Helicobacter pylori infection”. Aliment Pharmacol Ther. 13: 483—7.
- Katayama, S.; Ohshita, J.; Sugaya, K. (1998). „New medicinal treatment for severe gingivostomatitis”. Int J Mol Med. 2: 675—9.
- Keane F, O‘Cuinn G. Two broad-specificity dipeptide hydrolysing activities from cytoplasm of guinea pig brain, both of which contain prolinase but neither of which contain carnosinase activity (2002 b). Neurosci Res. 44 (1): 111—20. Проверите вредност парамет(а)ра за датум: |date= (помоћ); Недостаје или је празан параметар |title= (помоћ)
- Keller, J. N.; Hanni, K. B.; Markesbery, W. R. (2000). „Impaired proteasome function in Alzheimer‘s disease”. J Neurochem. 75: 436—9.
- Khaspekov, L. G.; Klyushnik, T. P.; Dupin, A. M.;  . (2002). „Protective effect of Biolan during ischemic damages to cultured cerebellar granular cells”. Bull Exp Biol Med. 133 (2): 136—8.
- Kim, K. S.; Choi, S. Y.; Kwon, H. Y.;  . (2002). „The ceruloplasmin and hydrogen peroxide system induces alpha-synuclein aggregation in vitro”. Biochimie. 84 (7): 625—31.
- Kivikari Riitta. Buffering capacity of meat. Väitöskirja 1997, Helsingin yliopisto, ETK-sarja.
- Klebanov GI, Teselkin YuO, Babenkova IV;  . (1997). „Evidence for a direct interaction of superoxide anion radical with carnosine”. Biochem Mol Biol Int. 43 (1): 99—106.
- Klebanov, G. I.; Teselkin, Y. O.; Babenkova, I. V. (1998). „Effect of carnosine and its components on freeradical reactions”. Membr Cell Biol. 12: 89—99.
- Kohen R, Yamamoto Y, Cundy KC, Ames BN (мај 1988). „Antioxidant activity of carnosine, homocarnosine, and anserine present in muscle and brain.”. Proc Natl Acad Sci U S A. 85 (9): 3175—3179.
- Kudriashov IB, Deev LI, Goncharenko EN;  . (1999). „[Radioprotective  properties of carnosine]”. Radiats Biol Radioecol. 39: 268—71. [in Russian].
- Kynazis M. 1999. Data on file.
- Lee, J. W.; Miyawaki, H.; Bobst, E. V.;  . (1999). „Improved functional recovery of ischemic rat hearts due to singlet oxygen scavengers histidine and carnosine”. J Mol Cell Cardiol. 31: 113—21.
- Lee, Y. T.; Hsu, C. C.; Lin, M. H.;  . „Histidine and carnosine delay diabetic deterioration in mice and protect human low density lipoprotein against oxidation and glycation”. European Journal of Pharmacology.2005;513(1-2):145-50
- Liu, Y.; Xu, G.; Sayre, L. M. (децембар 2003). „Carnosine inhibits (E)-4-hydroxy-2-nonenal-induced protein cross-linking: Structural characterization of carnosine-HNE adducts”. Chem Res Toxicol. 16 (12): 1589—97. PMID 14680373. doi:10.1021/tx034160a.
- Lovell, M. A.; Xie, C.; Markesbery, W. R. (2001). „Acrolein is increased in Alzheimer‘s disease brain and is toxic to primary hippocampal cultures”. Neurobiol Aging. 22 (2): 187—94.
- MacFarlane N, McMurray J, O‘Dowd JJ, Dargie HJ, Miller DJ (1991). „Synergism of histidyl dipeptides as antioxidants”. J Mol Cell Cardiol. 23 (11): 1205—7.
- McGinnis WR (2004 Nov-Dec). „Oxidative stress in autism”. Altern Ther Health Med. 10 (6): 22—36. Проверите вредност парамет(а)ра за датум: |date= (помоћ)
- Maichuk, U. F.; Formaziuk, V. E.; Sergienko, V. I. (1997). „Development of carnosine eyedrops and assessing their efficacy in corneal diseases”. Vestn Oftalmol. 113 (6): 27—31.
- Marambaud P, Alves da Costa C, Ancolio K;  . (1998). „Alzheimer‘s disease-linked mutation of presenilin 2 (N141I-PS2) drastically lowers APPalpha secretion: control by the proteasome”. Biochem Biophys Res Commun. 252 (1): 134—8.
- Maynard LM, Boissonneault GA, Chow CK, Bruckner GG (2001). „High levels of dietary carnosine are associated with increased concentrations of carnosine and histidine in rat soleus muscle”. J Nutr. 131 (2): 287—90.
- Marchis, S. D.; Modena, C.; Peretto, P.;  . (2000). „Carnosine-related dipeptides in neurons and glia”. Biochemistry (Mosc). 65 (7): 824—33.
- Margolis FL (1974). „Carnosine in the primary olfactory pathway”. Science. 184 (139): 909—11.
- McFarland, G. A.; Holliday, R. (1994). „Retardation of the senescence of cultured human diploid fibroblasts by carnosine”. Exp Cell Res. 212 (2): 167—75.
- McFarlandGA ,Holliday R. Further evidence for the rejuvenating effects of the dipeptide I L–carnosine on cultured human diploid fibroblast. Exp Gerontol 1999 34(l):35-45.
- Merker, K.; Sitte, N.; Grune, T. (2000). „Hydrogen peroxide-mediated protein oxidation in young and old human MRC-5 fibroblasts”. Arch Biochem Biophys. 375 (1): 50—4.
- Miller DJ, O‘Dowd A (јул 2000). „Vascular smooth muscle actions of carnosine as its zinc complex are mediated by histamine H(1) and H(2) receptors”. Biochemistry (Mosc). 65 (7): 798—806.. Review.
- Mozdzan, Monika; Szemraj, Janusz; Rysz, Jacek; Nowak, Dariusz (мај 2005). „Antioxidant Properties of Carnosine Re-Evaluated with Oxidizing Systems Involving Iron and Copper Ions”. Basic Clin Pharmacol Toxicol. 96 (5): 352—60. doi:10.1111/j.1742-7843.2005.pto_03.x.
- Munch, G.; Mayer, S.; Michaelis, J.;  . „Influence of advanced glycation end-products and AGE-inhibitors on nucleation-dependent polymerization of beta-amyloid peptide” (1): 17—29.
- Nagai K, Suda T, Kawasaki K, Yamaguchi Y (1990). „Effects of L-carnosine on blood cells and biomembrane”. Nippon Seirigaku Zasshi. 52 (10): 339—44.
- Nagai, K.; Suda, T. (1986). „Immuno-enhancing actions of carnosine and homocarnosine”. Nippon Seirigaku Zasshi. 48 (11): 735—40.
- Nagai, K.; Suda, T. (1988). „Realization of spontaneous healing function by carnosine”. Methods Find Exp Clin Pharmocol. 10 (8): 497—507.
- Nagai, K.; Suda, T. (Japanese 1986). „[Antineoplastic  effects of carnosine and beta-alanine--physiological considerations of its antineoplastic effects]”. Nippon Seirigaku Zasshi. 48 (11): 741—7. Проверите вредност парамет(а)ра за датум: |date= (помоћ)
- Nagai K, Suda T, Kawasaki K, Mathuura S (1986b). „Action  of carnosine and beta-alanine on wound healing”. Surgery. 100 (5): 815—21.
- Nagai K, Suda T, Kawasaki K, Yamaguchi Y (Japanese 1990). „[Acceleration  of metabolism of stressrelated substances by L-carnosine]”. Nippon Seirigaku Zasshi. 52 (7): 221—8. Проверите вредност парамет(а)ра за датум: |date= (помоћ)
- Nagasawa T, Yonekura T, Nishizawa N, Kitts DD (2001). „In vitro and in vivo inhibition of muscle lipid and protein oxidation by carnosine”. Mol Cell Biochem. 225: 29—34.(1-):29-34.
- Nevidimova TI, Prokopeva VD, Naidenova NN, Tyulina OV, Bokhan NA (септембар 2004). „Effect of carnosine on immunocompetent cells from alcoholic patients”. Bull Exp Biol Med. 138 (3): 255—8.. English,
- Nguimfack Mbodie PC (2002). „Do the glutamate excitotoxicity theory and potential free radicals implication in schizophrenia aetiopathogenesis provide a new enlightenment to links between: genome, environment and biology in the determinism of that disorder?”. Encephale. 28 (2): 147—53.. 36 37
- Niijima A, Okui T, Matsumura Y, Yamano T;  . (2002). „Effects of L-carnosine on renal sympathetic nerve activity and DOCA-salt hypertension in rats”. Auton Neurosci. 97 (2): 99—102.
- Nikitenko Niu, Shavratskii VKh, Boldyrev AA;  . (1995). „Effect of carnosine and its derivatives on ADP-induced human platelet aggregation”. Vopr Med Khim. 41 (1): 41—3.
- Nishiwaki, H.; Kato, S.; Sugamoto, S.;  . (1999). „Ulcerogenic and healing impairing actions of monochloramine in rat stomachs: effects of zinc L-carnosine, polaprezinc”. J Physiol Pharmacol. 50: 183—95.
- Nordsborg, N.; Mohr, M.; Pedersen, L. D.;  . (2003). „Muscle interstitial potassium kinetics during intense exhaustive exercise – effect of previous arm exercise”. Am J Physiol Regul Integr Comp Physiol. Mar 27.
- Odashima, M.; Otaka, M.; Jin, M.; Konishi, N.; Sato, T.; Kato, S.; Matsuhashi, T.; Nakamura, C.; Watanabe, S. (децембар 2002). „Induction of a 72-kDa heat-shock protein in cultured rat gastric mucosal cells and rat gastric mucosa by zinc L-carnosine”. Dig Dis Sci. 47 (12): 2799—804. PMID 12498304. doi:10.1023/A:1021029927386.
- O‘Dowd JJ, Robins DJ, Miller DJ (1988). „Detection, characterisation, and quantification of carnosine and other histidyl derivatives in cardiac and skeletal muscle”. Biochim Biophys Acta. 967 (2): 241—9.
- Park, Y. J.; Volpe, S. L.; Decker, E. A. (јун 2005). „Quantitation of carnosine in humans plasma after dietary consumption of beef”. J Agric Food Chem. 53 (12): 4736—4739. Bibcode:2005JAFC...53.4736P. PMID 15941308. doi:10.1021/jf047934h.
- Pegova, A.; Abe, H.; Boldyrev, A. (2000). „Hydrolysis of carnosine and related compounds by mammalian carnosinases”. Comp Biochem Physiol B. 127 (4): 443—446. PMID 11281261. doi:10.1016/S0305-0491(00)00279-0.
- Peretto, P.; Luzzati, F.; Bonfanti, L.;  . (2000). „Aminoacyl-histidine dipeptides in the glial cells of the adult rabbit forebrain”. Peptides. 21 (11): 1717—24. PMID 11090927. doi:10.1016/S0196-9781(00)00322-3. hdl:2318/21450.
- Petroff, O. A.; Hyder, F.; Rothman, D. L.; Mattson, R. H. (2001). „Petroff OA, Hyder F, Rothman DL, Mattson RH Homocarnosine and seizure control in juvenile myoclonic epilepsy and complex partial seizures”. Neurology. 56 (6): 709—15. PMID 11274303. doi:10.1212/WNL.56.6.709.
- Petroff, O. A.; Hyder, F.; Rothman, D. L.;  . (2000). „Effects of gabapentin on brain GABA, homocarnosine, and pyrrolidinone in epilepsy patients”. Epilepsia. 41 (6): 675—80. PMID 10840398. doi:10.1111/j.1528-1157.2000.tb00227.x.
- Petropoulos, I.; Conconi, M.; Wang, X.;  . (2000). „Increase of oxidatively modified protein is associated with a decrease of proteasome activity and content in aging epidermal cells”. J Gerontol A Biol Sci Med Sci. 55 (5): B220—7. PMID 10819308. doi:10.1093/gerona/55.5.B220.; 55(5):B220-7.
- Petruzzi E. The meat in the diet of aged subjects and the antioxidant effects of carnosine. Arch Gerontol Geriatr. 2002;35(Suppl):7-14. Preston JE, Hipkiss AR, Himsworth DT, et al. „Toxic effects of B-amyloid on immortalised rat brain endothelial cell: protection by carnosine, homocarnosine and B-alanine”. Neuroscience Letters. 242: 105—108. 1998.
- Prenesti, E.; Berto, S.; Daniele, P. G. (2003). „Ultraviolet spectrophotometric characterization of copper(II) complexes with imidazole N-methyl derivatives of L-histidine in aqueous solution”. Spectrochim Acta A Mol Biomol Spectrosc. 59 (1): 201—7.
- Price, D. L.; Rhett, P. M.; Thorpe, S. R.;  . (2001). „Chelating activity of advanced glycation endproduct inhibitors”. J Biol Chem. 276 (52): 48967—72.
- Pubill, D.; Verdaguer, E.; Sureda, F. X.;  . (2002). „Carnosine prevents methamphetamine-induced gliosis but not dopamine terminal loss in rats”. Eur J Pharmacol. 448.(2-3):165-8.
- Quinn PL Boldyrev AA (1992). „Formaziuk VH. Carnosine: its properties, functions and potential therapeutic applications”. Mol Aspects Mod. 13 (5): 379—444.
- Reddy VP, Garrett MR, Perry G, Smith MA. Carnosine: a versatile antioxidant and antiglycating agent. Sci Aging Knowledge Environ. 2005 May 4;2005(18):pe12.
- Reinheckel, T.; Grune, T.; Davies, K. J. (2000). „The measurement of protein degradation in response to oxidative stress”. Methods Mol Biol. 99: 49—60.. Review.
- Reinhold, J. G.; Kingsley, G. R. (1938). „The chemical composition of voluntary muscle in muscle disease: A comparison of progressive muscular dystrophy with other diseases together with a study of effects of glycine and creatine therapy”. J Clin Invest. 17 (4): 377—383.
- Ririe, D. G.; Roberts, P. R.; Shouse, M. N.; Zaloga, G. P. (март 2000). „Vasodilatory actions of the dietary peptide carnosine”. Nutrition. 16 (3): 168—72. PMID 10705070. doi:10.1016/S0899-9007(99)00268-3.
- Roberts, P. R.; Black, K. W.; Santamauro, J. T. (1998). „Dietary peptides improve wound healing following surgery”. Nutrition. 14 (3): 266—9.
- Roberts, P. R.; Zaloga, G. P. (јул 2000). „Cardiovascular effects of carnosine”. Biochemistry (Mosc). 65 (7): 856—61.. Review.
- Rubtsov AM (октобар 2001). „Molecular mechanisms of regulation of the activity of sarcoplasmic reticulum Ca-release channels (ryanodine receptors), muscle fatigue, and Severin‘s phenomenon”. Biochemistry (Mosc). 66 (10): 1132—43.. Review.
- Sajithlal, G. B.; Chithra, P; Chandrakasan G. Advanced glycation end products induce crosslinking of collagen in vitro (19981407). „Biochim Biophys Acta” (3): 215—24. Проверите вредност парамет(а)ра за датум: |date= (помоћ)
- Sankarasubbaiyan, S.; Cooper, C.; Heilig, C. W. (2001). „Identification of a novel form of renal glucosuria with overexcretion of arginine, carnosine, and taurine”. Am J Kidney Dis. 37 (5): 1039—43.
- Scozzafava, A.; Supuran, C. T. (2002). „Carbonic anhydrase activators: high affinity isozymes I, II, and IV activators, incorporating a beta-alanyl-histidine scaffold”. J Med Chem. 45 (2): 284—91.
- Shao, L.; Li, Q. H.; Tan, Z. (новембар 2004). „L-carnosine reduces telomere damage and shortening rate in cultured normal fibroblasts”. Biochem Biophys Res Commun. 324 (2): 931—6. PMID 15474517. doi:10.1016/j.bbrc.2004.09.136.
- Schmutte C, Fishel R. Genomic instability: first step to carcinogenesis. Anticancer Res. 1999; 19(6A):4665-96.
- Seidler, N. W.; Yeargans, G. S. „Effects of thermal denaturation on protein glycation”. Life Sci. 70 (15): 1789—99.
- Severina, I. S.; Bussygina, O. G.; Pyatakova, N. V. „Carnosine as a Regulator of Soluble Guanylate Cyclase”. Review.. Biochemistry (Mosc) 2000;65:7
- Shimizu M. Food-derived peptides and intestinal functions. Biofactors. 2004;21(1-4):43-7
- Sitte N, Merker K, von Zglinicki T;  . (2000). „Protein oxidation and degradation during proliferative senescence of human MRC-5 fibroblasts”. Free Radic Biol Med. 28 (5): 701—8.
- Skulachev VP. Problems and Perspectives in Studying the Biological Role of Carnosin e (Introduction of the Guest-Editor) Biochemistry (Mosc) 2000;65:7
- „Effect of carnosine administration on metabolic parameters in bilharzia-infected hamsters”. Comp Biochem Physiol B Biochem Mol Biol. 129 (1): 157—64. 2001.
- Son DO, Satsu H, Kiso Y, Shimizu M. Characterization of carnosine uptake and its physiological function in human intestinal epithelial Caco-2 cells. Biofactors. 2004;21(1-4): 395-8.
- Stadtman, E. R.; Levine RL. (2000). „Protein Oxidation Ann”. N.Y. Acad Sci. 899 (1): 191—208.
- Steinberg, C.; Notterman, D. A. (1996). „Hemodynamic effects of carcinine in the anesthetized, instrumented, openchest rat”. Crit Care Med. 24 (12): 2042—5.
- Stuerenburg, Hans Joerg (јул 2000). „The roles of carnosine in aging of skeletal muscle and in neuromuscular diseases”. Biochemistry (Mosc). 65 (7): 862—5. PMID 10951106.
- Stuerenburg, Hans Joerg; Kunze, Klaus (1999). „Concentrations of free carnosine (A putative membrane-protective antioxidant) in human muscle biopsies and rat muscles”. Archives of Gerontology and Geriatrics. 29 (2): 107—113. PMID 15374064. doi:10.1016/S0167-4943(99)00020-5.
- Stvolinsky, S. L.; Dobrota, D. (јул 2000). „Anti -ischemic activity of carnosine”. Biochemistry (Mosc). 65 (7): 849—55..Review.
- Stvolinsky, S.; Kukley, M.; Dobrota, D.; Mezesova, V.; Boldyrev, A. (новембар 2000). „Carnosine protects rats under global ischemia”. Brain Res Bull. 53 (4): 445—8. PMID 11137002. doi:10.1016/S0361-9230(00)00366-X.
- Suh, Y. H.; Checler, F. (септембар 2002). „Amyloid precursor protein, presenilins, and alpha-synuclein: Molecular pathogenesis and pharmacological applications in Alzheimer's disease”. Pharmacol Rev. 54 (3): 469—525. PMID 12223532. doi:10.1124/pr.54.3.469.
- Sunderman FW Jr (2001). „Nasal toxicity, carcinogenicity, and olfactory uptake of metals”. Ann Clin Lab Sci. 31 (1): 3—24.. Review.
- Suslina ZA, Federova TN, Maksimova MIu;  . (2000). „[Antioxidant  therapy in ischemic stroke]”. Zh Nevrol Psikhiatr Im S S Korsakova. 100 (10): 34—8.
- Suzuki Y, Ito O, Mukai N, Takahashi H, Takamatsu K (2002). „High Level of Skeletal Muscle Carnosine Contributes to the Latter Half of Exercise Performance during 30-s Maximal Cycle Ergometer Sprinting”. Jpn J Physiol. 52 (2): 199—205.
- Tabakman, R.; Lazarovici, P.; Kohen, R. (2002). „Neuroprotective effects of carnosine and homocarnosine on pheochromocytoma PC12 cells exposed to ischemia”. J Neurosci Res. 68 (4): 463—9.
- Tameyasu T, Yamada M, Tanaka M, Takahashi S (2002). „Effect of zinc-carnosine chelate compound on muscle function in mdx mouse”. Jpn J Physiol. 52 (1): 111—20.
- Tan, K. M.; Candlish, J. K. (1998). „Carnosine and anserine as modulators of neutrophil function”. Clin Lab Haematol. 20 (4): 239—44.
- Tanida, M.; Niijima, A.; Fukuda, Y.;  . (2004). „Dose-dependent effects of L-carnosine on the renal sympathetic nerve and blood pressure in urethane-anesthetized rats”. Am J Physiol Regul Integr Comp Physiol. Oct 21 Tarnha M, et al. „Hydroxyl radical scavenging by carnosine and Cu(ii)-carm)sine complexes”. Int J Radial Biol. 75 (9): 1. 1999. 177-1188.
- 189. Teufel M, Saudek V, Ledig JP et al. „Sequence identification and characterization of human carnosinase and a closely related non- specific dipeptidase”. J Biol Chem. 2002. Dec 6 [epub ahead of print] Click for „Free 38 39 full text“ in the abstract.
- Thiel, R.; Fowkes, S. W. (2005). „Can  cognitive deterioration associated with Down syndrome be reduced?”. Med Hypotheses. 64 (3): 524—532.
- Thorpe, S. R.; Baynes, J. W. (1996). „Role of the Maillard reaction in diabetes mellitus and diseases of aging”. Drugs Aging. 9 (2): 69—77.
- Toufektsian, M. C.; Morel, S.; Tanguy, S.; Jeunet, A.; De Leiris, J.; Boucher, F. (фебруар 2003). „Involvement of reactive oxygen species in cardiac preconditioning in rats”. Antioxid Redox Signal. 5 (1): 115—22. PMID 12626123. doi:10.1089/152308603321223603.
- Trombley, P. Q.; Horning, M. S.; Blakemore, L. J. „Interactions between carnosine and zinc and copper: implications for neuromodulation and neuroprotection”. Biochemistry (Mosc). 65 (7): 807—16. јул 2000.. Review. Truitsina IE, Shabanov M, Chikunova BZ, et al.Characterization of the anti-ulcer effectiveness of carnosine (1997). Patol Fiziol Eksp Ter. 4: 17—20. Недостаје или је празан параметар |title= (помоћ)
- Yamano, T.; Niijima, A.; Iimori, S.;  . (2001). „Effect of L-carnosine on the hyperglycemia caused by intracranial injection of 2-deoxy-D- glucose in rats”. Neurosci Lett. 313 (1–2): 78—82. PMID 11684344. doi:10.1016/S0304-3940(01)02231-5.(1-2):78-82.
- Yeargans, G. S.; Seidler, N. W. (јануар 2003). „Carnosine promotes the heat denaturation of glycated protein”. Biochem Biophys Res Commun. 300 (1): 75—80. Bibcode:2003BBRC..300...75Y. PMID 12480523. doi:10.1016/S0006-291X(02)02796-1.
- Yuneva MO, Bulygina ER, Gallant SC et al. Yuneva, M.O.; Bulygina, E.R.; Gallant, S.C.; Kramarenko, G.G.; Stvolinsky, S.L.; Semyonova, M.L.; Boldyrev, A.A. (1999). „Effect of carnosine on age – induced changes in senescence-accelerated mice”. J Anti-Aging Medicine. 2 (4): 337—342. doi:10.1089/rej.1.1999.2.337.
- Zaloga, G. P.; Roberts, P. R.; Nelson, T. E. (1996). „Carnosine: A novel peptide regulator of intracalcium and contractility in cardiac muscle”. New Horizons. 4: 26—35.
- Zaloga, G. P.; Roberts, P. R.; Black KW.;  . (1997). „Carnosine is a novel peptide modulator of intracellular calcium and contractility in cardiac cells”. Am J Physiol. 272 (1 Pt 2): H462—8. PMID 9038968. doi:10.1152/ajpheart.1997.272.1.H462.(1 Pt 2):H462-8.
- Zaloga, G. P.; Siddiqui, R. A. (октобар 2004). „Biologically active dietary peptides”. Mini Rev Med Chem. 4 (8): 815—21. PMID 15544542. doi:10.2174/1389557043403477.
- West MD (1994). „The cellular and molecular biology of skin aging”. Arch Dermatol. 130 (1): 87—95. PMID 8285746. doi:10.1001/archderm.1994.01690010091014.

## Spoljašnje veze
- Xaa-His+dipeptidase на 